# Pentabromethylbenzol
Pentabromethylbenzol – auch als 1,2,3,4,5-Pentabrom-6-ethylbenzol oder 2,3,4,5,6-Pentabromethylbenzol bezeichnet – ist eine organische chemische Verbindung.

## Gewinnung und Darstellung
Pentabromethylbenzol ist ein Derivat von Ethylbenzol und kann aus diesem durch eine Bromierung in Gegenwart von Aluminiumbromid oder Eisen als Friedel-Crafts-Katalysator synthetisiert werden.

## Eigenschaften
Die Verbindung ist ein weißer Feststoff, der sich ab einer Temperatur von 210 °C zersetzt. Aufgrund der Substituierung mit fünf Bromatomen weist Pentabromethylbenzol eine deutlich geringere Flüchtigkeit auf als Ethylbenzol.
Es gibt ein Isomer von Pentabromethylbenzol, bei dem anstelle des Aromaten die Alkylkette perbromiert ist.

## Verwendung
Pentabromethylbenzol wird als Flammschutzmittel verwendet. Im Elektroschrott wurde in einer 2011 durchgeführten Studie eine durchschnittliche Konzentrationen von 4 ppm gefunden, was das Vorkommen von PBEB in elektronischen Geräten bestätigte.